# Іллінська церква (Жабки)
Іллінська церква — дерев'яна церква УПЦ МП у селі Жабки Лохвицького району Полтавської області.

## Історія
Дерев’яна церква в ім’я святого пророка Іллі в с. Жабки Лохвицького повіту Київського намісництва  була збудована у 1797 році. У 1903 церкву поставлено на мурований цоколь, тоді ж до неї прибудовано дерев’яну дзвіницю.
Релігійна громада відновила діяльність під час німецької окупації. По війні була зареєстрована органами радянської влади. 1961 знята з державної реєстрації. До 1976 споруда храму використовувалася як сільський Будинок культури.

## Сучасність
У новітній час релігійна громада відновила діяльність як громада УПЦ МП. Зареєстрована органами державної влади 06.04.1993 за № 162. Кер. релігійної організації – Віталій Олександрович Овчаренко (2008). Релігійні відправи здійснюються у культовій споруді.